# Boombeschermer

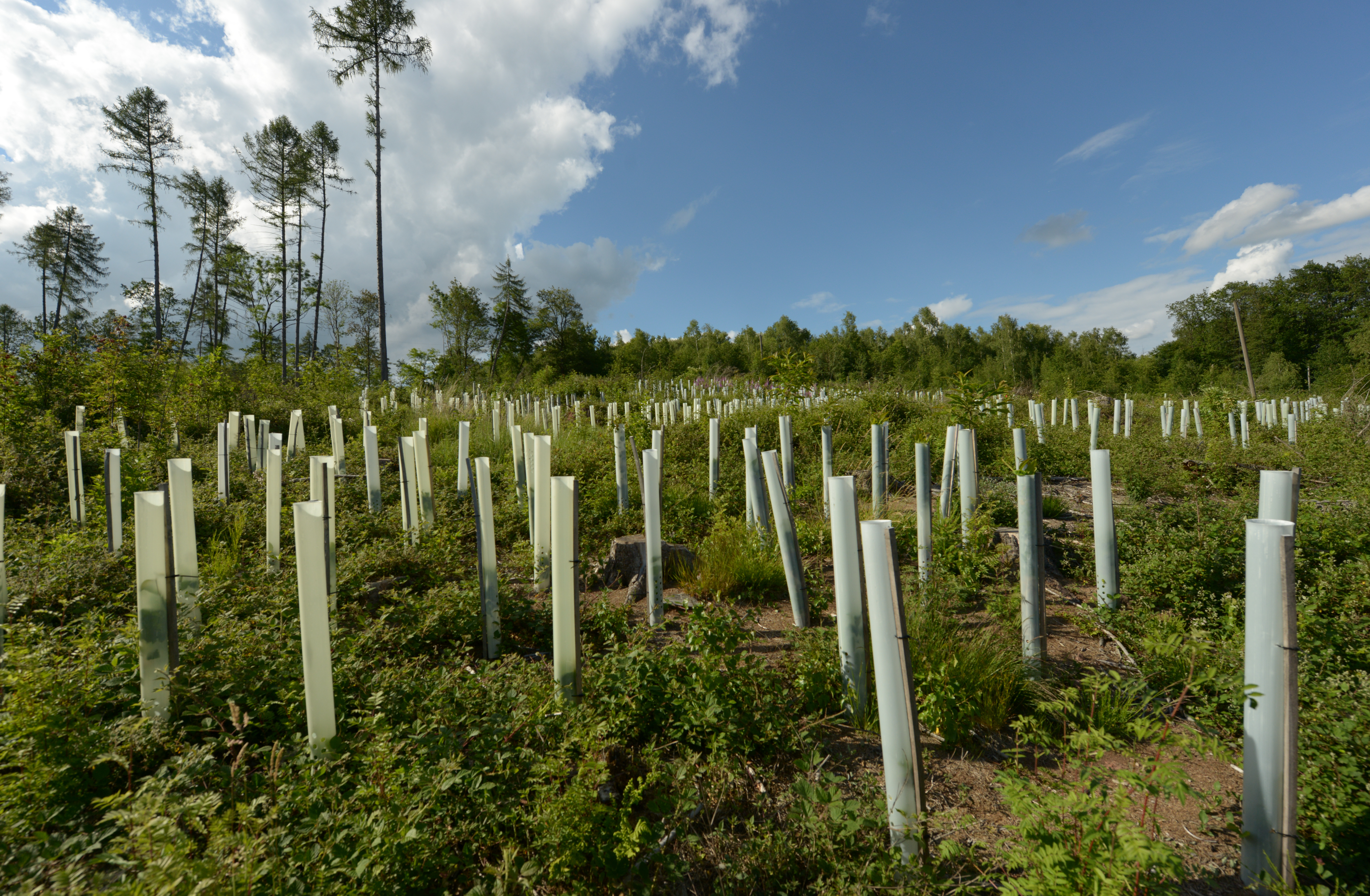
Een kapvlakte waar sommige jonge bomen worden beschermd door boomkokers.

Met een boombeschermer of boomstambeschermer  wordt een constructie bedoeld die om (een deel van) een boomstam van een levende boom wordt bevestigd om mogelijke vormen van schade te voorkomen. Meestal worden boombeschermers geplaatst bij jonge bomen.

## Boombeschermertypen

### Boomgaas

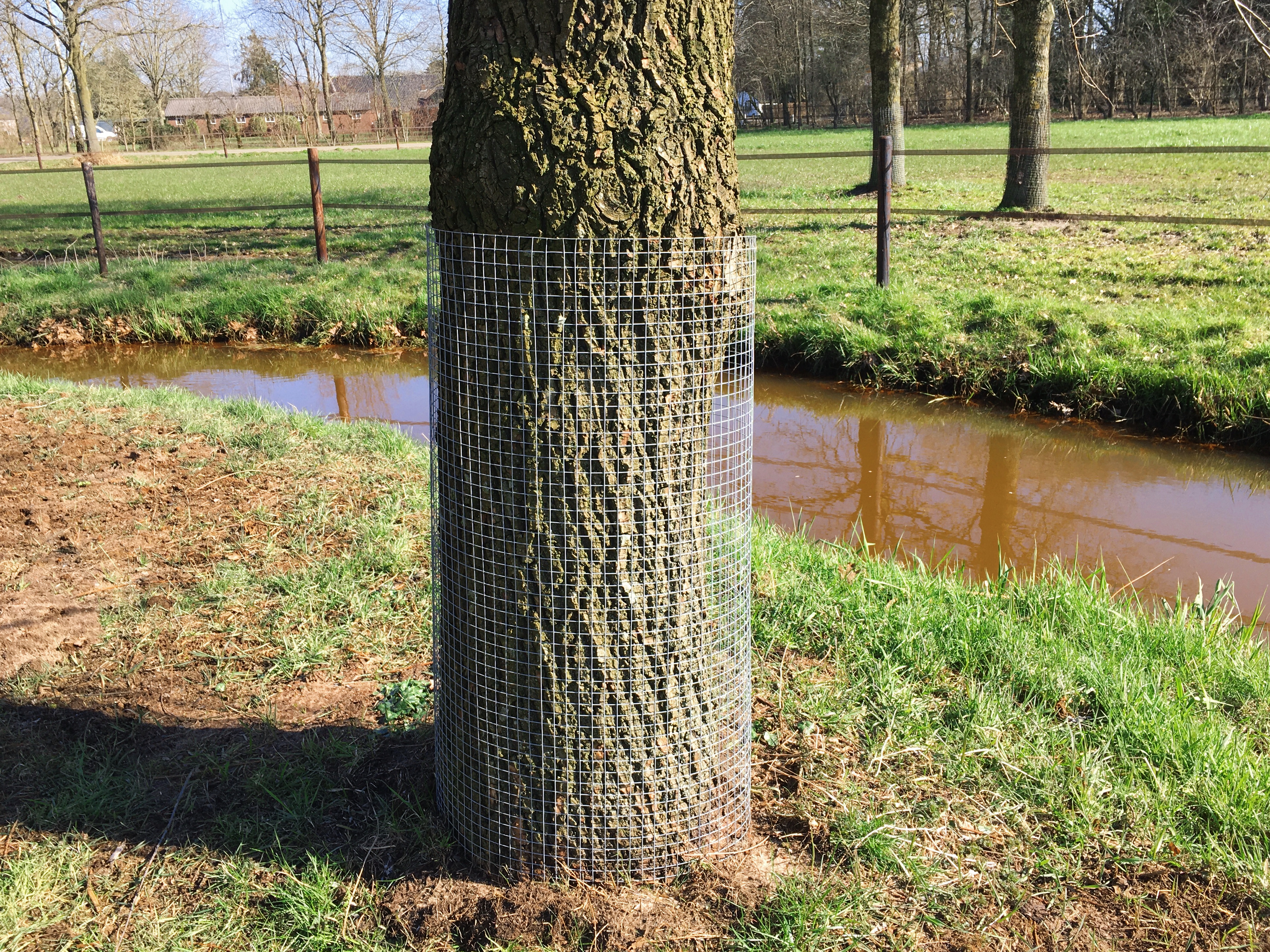
Boomgaas tegen wildschade bij een wilg.

Boomgaas of boombeschermingsgaas is gaas dat rondom de stam wordt aangebracht. Meestal wordt boomgaas ingezet om wildschade te voorkomen. Bij boomgaas wordt de boomstam nog steeds blootgesteld aan zonlicht en wind.

### Boomkoker
Een boomkoker of boombeschermingskoker is een koker van kunststof die rondom de stam van de boom wordt bevestigd. Vaak worden ze alleen om het onderste gedeelte van de stam bevestigd, maar bij zeer jonge, dunne bomen kan de volledige plant in de koker zitten. Doorgaans zijn boomkokers dicht (met uitzondering van de bovenzijde) en verminderen ze daardoor zeer sterk de blootstelling aan zonlicht en wind. Er bestaan echter ook boomkokers met gaten of gleuven.

### Boombeugel
Een boombeugel is een boombeschermer die meestal wordt gebruikt voor solitaire bomen of sierbomen. Boombeugels komen in tegenstelling tot andere boombeschermertypen meestal niet in bossen of boomgaarden voor.

## Fotogalerij

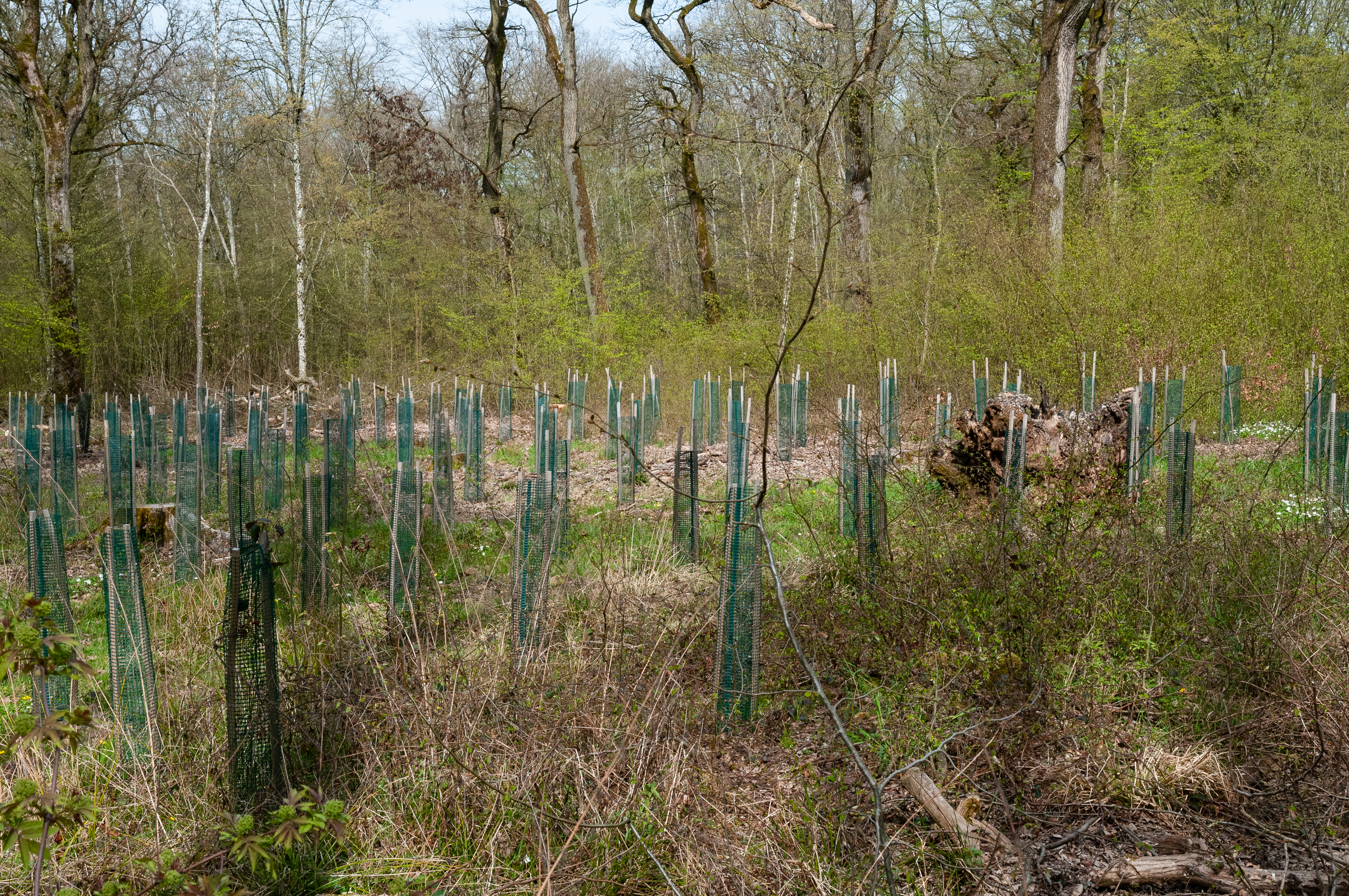
Boomgaas
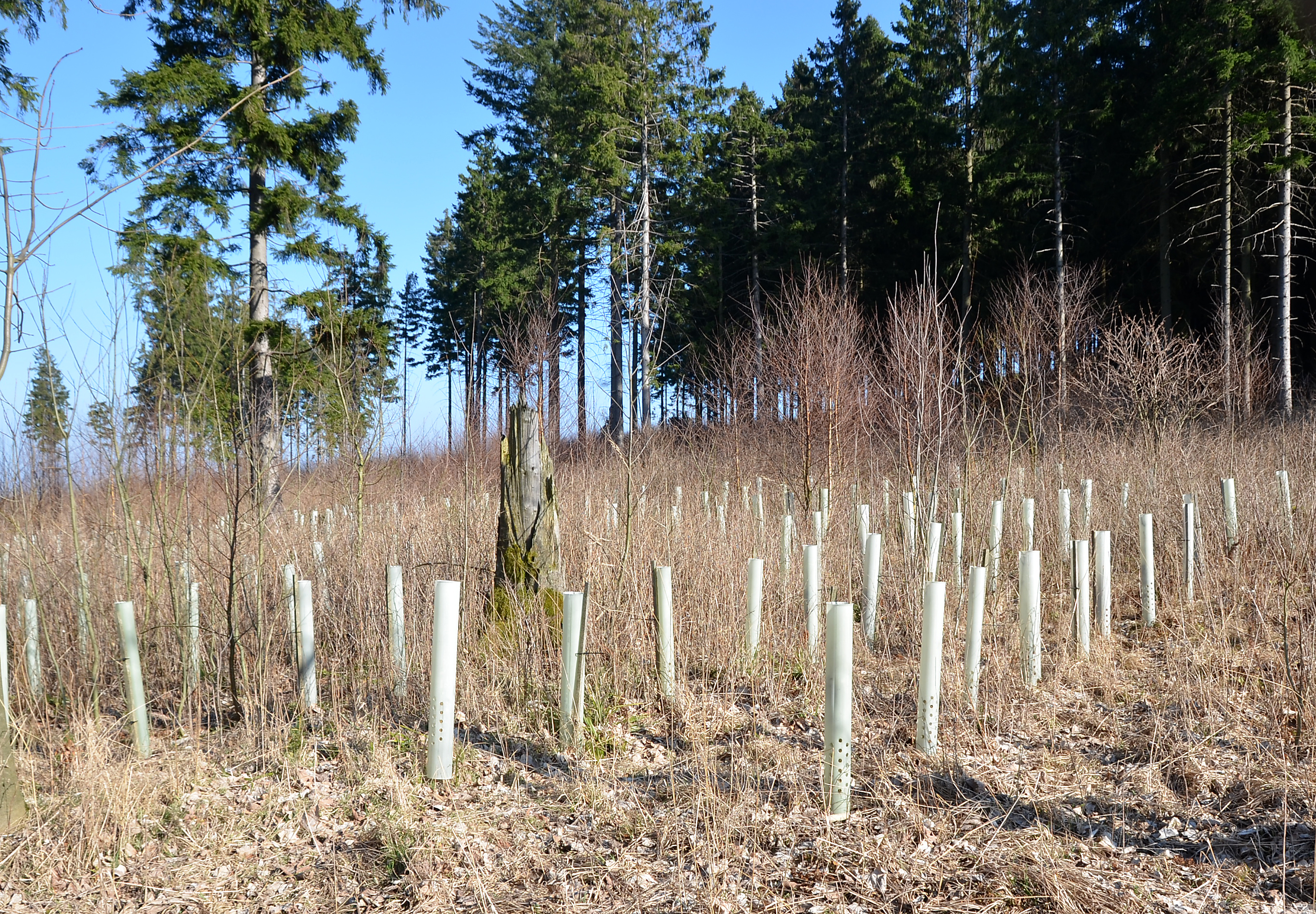
Boomkokers
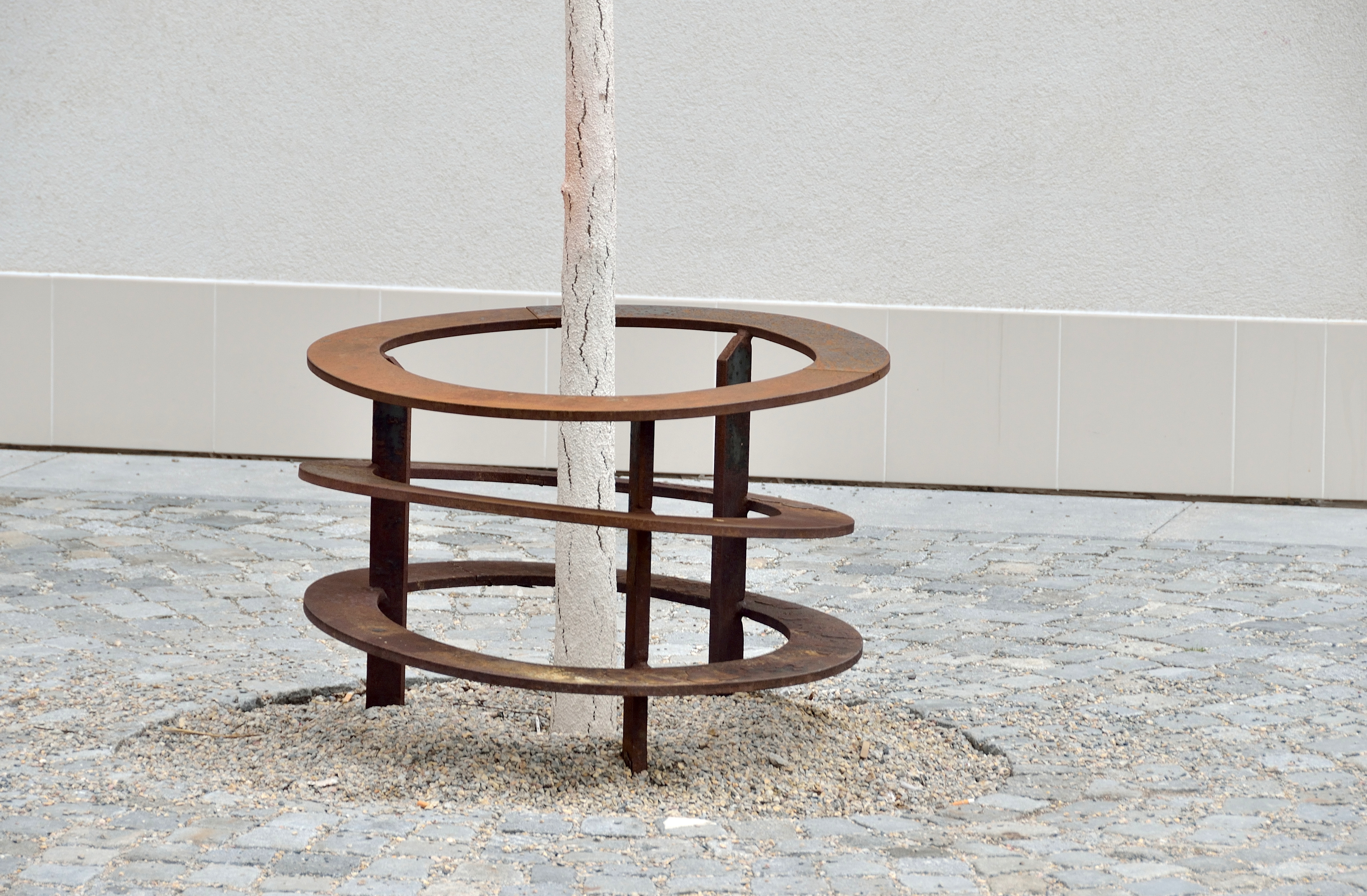
Een boombeugel